# 查巴奇鄂温克族乡
查巴奇鄂温克族乡是中华人民共和国内蒙古自治区呼伦贝尔市阿荣旗下辖的一个民族乡。

## 行政区划
查巴奇鄂温克族乡下辖以下村级行政区划单位：
民族村、猎民村、河东村、河西村、嘎达奈村、文布奇村、郭家窑村、团结村、大石砬村、小石砬村和榆树村。